# Vereintes Slowenien

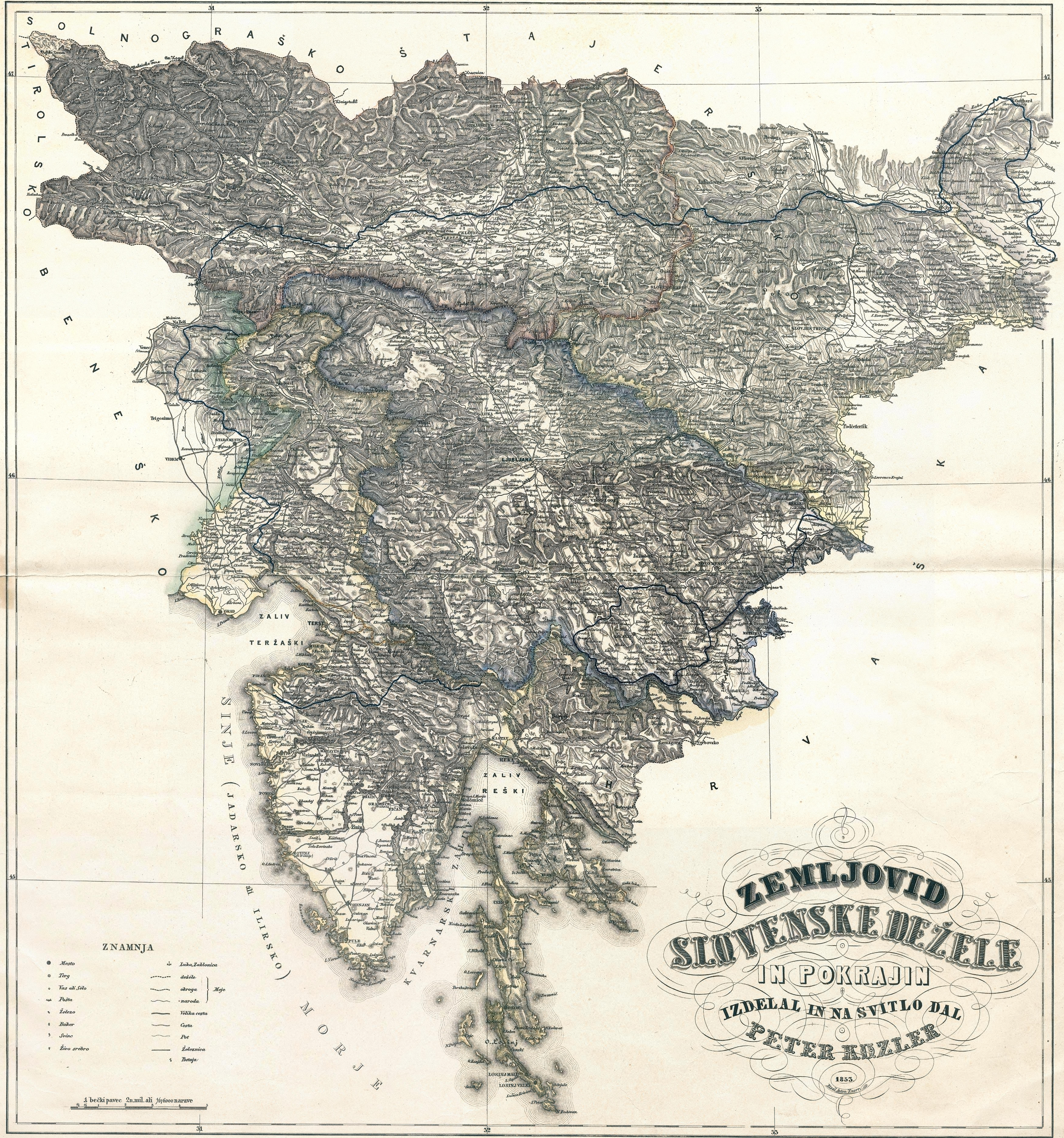
Peter Kozlers Karte (1851) über das vorgeschlagene Slowenien. Man beachte die auf der Karte dunkelblau eingezeichnete Linie, die den slowenischen Sprachraum umreißt.

Vereintes Slowenien (slowenisch Zedinjena Slovenija) war der Name eines Programms aus dem Jahr 1848, dass die Gleichberechtigung der Slowenen und ihrer Kultur im Habsburgerreich forderte. Das Programm verfehlte seine Hauptziele, blieb aber bis zum Ersten Weltkrieg das gemeinsame politische Programm aller Strömungen innerhalb der slowenischen Nationalbewegung. 

## Geschichte
Nach der österreichischen Märzrevolution sahen viele Nationen des Kaisertums Österreich Chance zur nationalen Stärkung. Seit dem Wiener Kongress von 1815 waren die Slowenen in einem Staatswesen vereint. Allerdings machte die Zersplitterung auf verschiedene österreichische Provinzen, nämlich Krain, Steiermark, Kärnten, das Küstenland, slowenisch Venetien  und das Königreich Ungarn (Prekmurje) eine Selbstverwaltung auf nationaler Basis weitgehend unmöglich.
Vor diesem Hintergrund wurde von slowenischen Aktivisten für die Nationale Wiederbelebung unter Führung von Matija Majar ein Konzept für ein Vereintes Slowenien formuliert und am 29. März 1848 in der nationalkonservativen Zeitung Kmetijske in rokodelske novice, herausgegeben von Janez Bleiweis, veröffentlicht. Am selben Tag wurde eine Petition geschaffen, die die Wiener Slowenen an die Krainer Landstände adressierten. Später wurden weitere Versione  erstellt, darunter die Petition der Slowenen von Graš (16. April, veröffentlicht am 22. April) und am 20. April 1848 auch das Programm der damaligen Wiener Slowenischen Gesellschaft Slowenien unter der Leitung des angesehenen Sprachwissenschaftlers Franz Miklosich.

## Petitionen
Vereintes Slowenien forderte die Gründung eines Slowenischen Königreichs mit eigenem Reichstag und dass dieses Teil der Habsburgermonarchie sein sollte, jedoch nicht des Deutschen Reichs. Die slowenische Sprache sollte mit der deutschen gleichgestellt und in Schulen und öffentlicher Verwaltung eingeführt werden. Die Petition war zweisprachig und wurde in mehreren tausend Exemplaren gedruckt, mit dem beigefügten Flugblatt Kaj bomo Slovenci cesarja prosili – Worum wir Slowenen den Kaiser bitten, das zirkulierte, um Unterschriften zu sammeln. Vereintes Slowenien war ein radikaler Bruch mit früheren kulturellen und politischen slowenischen Positionen. 
Die Streitschrift argumentierte, man solle die Habsburgermonarchie umorganisieren. Die Führer der slowenischen nationalistischen Bewegung erkannten, dass die Slawen die Mehrheit in einem föderalen Österreich bilden könnten und wollten die administrative, politische und wirtschaftliche Unabhängigkeit. Ähnliche Petitionen wurden von den slowenischen Vereinigungen in dieser Zeit in den Städten, in denen Slowenen lebten, ausgearbeitet: Graz, Wien, Ljubljana, Klagenfurt und Görz. Slowenen in Ungarn und Venedig wurden auch in die von Vereintes Slowenien beabsichtigte Grenzziehung eingeschlossen.

## Resultat
Infolge des von Alexander von Bach und Kaiser Franz Joseph I. durchgesetzten österreichischen Neoabsolutismus wurden die politischen Bestrebungen der Slowenen unterdrückt und die Nationale Wiederbelebung auf den kulturellen Bereich verlagert (siehe auch: Narodni dom). Im Frühling der Nationen konnten die Slowenen ihre Vereinigungsbestrebungen nicht verwirklichen.
Das Programm des Vereinigten Slowenien blieb jedoch das gemeinsame politische Programm aller Strömungen innerhalb der slowenischen Nationalbewegung bis zum Ersten Weltkrieg und gewann in der Zeit zwischen 1868 und 1871 an Macht. Nach dem Krieg und der Auflösung Österreich-Ungarns wurde das Programm teilweise durch die Idee der Integration mit anderen Südslawen in das gemeinsame Land Jugoslawien ersetzt.
Nach dem Zusammenbruch der österreichisch-ungarischen Monarchie im Oktober 1918 und der anschließenden Gründung des Staates der Slowenen, Kroaten und Serben und dann des Königreichs der Serben, Kroaten und Slowenen blieb eine bedeutende Anzahl von Slowenen, hauptsächlich in der Julischen Mark und Kärnten, außerhalb des Landes. Daher blieb das Programm des Vereinigten Slowenien in den politischen und intellektuellen Debatten der Zwischenkriegszeit sehr präsent. Im April 1941 wurde es in das Manifest der Slowenischen Befreiungsfront aufgenommen. 